# Mycosphaerella aspidii
Mycosphaerella aspidii är en svampart som först beskrevs av Franz Xaver von Höhnel, och fick sitt nu gällande namn av L. Holm & K. Holm 1979. Mycosphaerella aspidii ingår i släktet Mycosphaerella och familjen Mycosphaerellaceae.  Arten är reproducerande i Sverige. Inga underarter finns listade i Catalogue of Life.